# 一萬小時
一萬小時（英文：10000HOURS）是臺灣流行樂團宇宙人繼2012年的《地球漫步》後所發行的第三張全創作錄音室專輯，於2015年5月8日開始預購，同年5月29日正式發行。
整張專輯的製作耗時兩年多。主唱小玉說：“任何一個樂團和藝人的第三張專輯都是蠻重要、關鍵的一張，所以我們希望在這張專輯做一些轉變，歌曲多了一些『大氣』的風格。”
貝斯手方Ｑ说：“沒有聽過一萬小時，就等於沒聽過宇宙人！！！”

## 相關資訊
預購專輯贈禮如下：
- 隨專輯附贈之宇宙人遠征喜馬拉雅聖母峰基地營EBC足跡地圖 + 喜馬拉雅山【往前】紀錄片DVD[1]。

## 唱片版本
| 專輯名稱                | 類型   | 發行日期     | 附註                                                                                 |
| ----------------------- | ------ | ------------ | ------------------------------------------------------------------------------------ |
| 一萬小時-預購版1CD+1DVD | CD+DVD | 2015年6月3日 | 附贈宇宙人遠征喜馬拉雅聖母峰基地營EBC足跡地圖 + 喜馬拉雅山【往前】-紀錄片DVD(預購版) |
| 一萬小時                | CD     | 2015年6月3日 |                                                                                      |

## 曲次
1. 往前
2. 那你呢
3. 一萬小時
4. 沒感覺
5. 真實朋友
6. 成名15秒
7. 淹沒
8. 不孤島
9. 兩人雨天
10. 寂寞之上
11. 日常練習

## 獎項
- 第27屆金曲獎最佳樂團獎入圍

## 外部連結
- （繁體中文）相信音樂官方網站（宇宙人）
- （繁體中文）一萬小時的Facebook專頁